# Sami-Ville Salomaa
Pour les articles homonymes, voir Salomaa.
Sami-Ville Salomaa (né le 25 juillet 1977 à Tampere en Finlande) est un joueur professionnel finlandais de hockey sur glace devenu entraîneur. Il évolue au poste de défenseur.

## Biographie

### Carrière en club
Il a joué pour le club de sa ville natale, le Tappara Tampere en SM-liiga de 1994 à 2000. Il a ensuite porté les couleurs du IF Frisk Tigers Asker (Norvège) de 2000 à 2005.  Il joue pour l'équipe des Dragons de Rouen de 2005 à 2007.

### Carrière internationale
Il représente la Finlande en sélections jeunes.